# Чхве У Сик
Чхве У Сик (кор. 최우식, англ. Choi Woo-shik; род. 26 марта 1990, Сеул, Южная Корея) — южнокорейско-канадский актёр. Впервые получил известность за роль в фильме «Освободи меня» (2014). Затем снялся в фильмах «Поезд в Пусан» (2016) и «Паразиты» (2019), оба получили успех и международное признание у критиков.

## Ранние годы
Чхве У Сик родился в Сеуле, Южная Корея. Младший из двух сыновей. Эмигрировал в Канаду вместе со своей семьёй, когда был в пятом классе. Прожил в Британской Колумбии 10 лет. Учился в старшей школе Пайнтри в Кокуитламе. Его английское имя — Эдвард, также его называют Эдди.
В 2011 году, когда Чхве был на третьем курсе Университета Саймона Фрейзера, получил разрешение от родителей на посещение актёрского прослушивания в Корее. Затем поступил в Университет Чунана, где специализировался на культурологии.

## Карьера

### 2011—2015: Первые роли
Чхве дебютировал в качестве актёра в исторической дораме «Дуэт» в 2011 году. Затем он получил второстепенную роль детектива Пак Мин Хо в криминальной дораме «Специальная команда „Десять“». Продолжил играть эту роль, когда сериал был продлён на второй сезон в 2013 году. Дебютировал на больших экранах в том же году, появившись в фильмах «Грипп» и «Тайная миссия». Чхве сыграл нескольких персонажей в таких телесериалах, как «Принц с чердака», «Обречён любить тебя» и «Гордость и предубеждение».
В 2014 году Чхве У Сик получил свою первую главную роль в независимом фильме «Освободи меня». Он сыграл Ён Джэ, шестнадцатилетнего подростка, который притворялся, что хочет стать священником, чтобы продлить своё пребывание в детском доме. Фильм был хорошо принят критиками, Чхве похвалили за изображение внутреннего конфликта своего героя. Чхве У Сик получил несколько наград за актёрскую игру, в том числе Актёра года на Международном кинофестивале в Пусане. В том же году снялся в боевике «Большой матч».
В 2015 году сыграл главного героя в романтической дораме «Любовь Хо Гу». Позже принял участие в гонконгско-сингапурском фильме «В комнате».

### С 2016 года: Прорыв
Чхве впервые получил международное признание в фильме «Поезд в Пусан», где он сыграл роль школьного бейсболиста Ён Гука. Премьера фильма состоялась 13 мая 2016 года на Каннском кинофестивале, он имел критический и коммерческий успех, собрав в мировом прокате более 93,1 миллиона долларов. За этим последовала короткая роль водителя грузовика в приключенческом фильме «Окча». Это ознаменовало его первое сотрудничество с режиссёром Пон Чжун Хо.
После этого Чхве продолжал сниматься в других фильмах, в том числе в «Брачной гармонии» и «Монструме». В 2018 году появился в фильме «Ведьма», сыграв таинственного убийцу.
В 2019 году Чхве У Сик был приглашён Пон Чжун Хо для съёмок в чёрном комедийном триллере «Паразиты». Он сыграл Ги У, сына бедной семьи, который обманом устраивает своих родственников на работу к богатой семье. Премьера «Паразитов» состоялась на Каннском кинофестивале 21 мая 2019 года, где он стал первым южнокорейским фильмом, получившим Золотую пальмовую ветвь, и первым фильмом, получившим единогласную победу после «Жизни Адели» в 2013 году. Фильм получил четыре главные награды на 92-й церемонии вручения премии «Оскар». Кроме исполнения роли Ки У актёр также исполнил финальную титровую песню «Soju One Glass», которая вошла в шорт-лист премии «Оскар» за лучшую оригинальную песню.

## Фильмография

### Фильмы
| Год  | Название                 | Роль             | Примечание             |
| ---- | ------------------------ | ---------------- | ---------------------- |
| 2011 | Etude, Solo              |                  | Короткометражный фильм |
| 2012 | Преступный круг          |                  |                        |
| 2012 | Жестокий город           |                  |                        |
| 2013 | Тайная миссия            | Юн Ю Джун        |                        |
| 2013 | Грипп                    | Чон Джин         | Камео                  |
| 2014 | Освободи меня            | Ён Чжэ           |                        |
| 2014 | Большой матч             | Гуру             |                        |
| 2015 | В комнате                | Мин Джун         |                        |
| 2016 | Поезд в Пусан            | Ён Гук           |                        |
| 2017 | Окча                     | Ким У Шик        |                        |
| 2018 | Золотой сон              |                  | Камео                  |
| 2018 | Брачная гармония         | Нам Чи Хо        |                        |
| 2018 | Ведьма                   | «Аристократ»     |                        |
| 2018 | Монструм                 | Офицер Гур       |                        |
| 2019 | Твоё имя Роза            | молодой Чон Соль |                        |
| 2019 | Паразиты                 | Ки У             |                        |
| 2019 | Божественная ярость      | Отец Чхве        | Камео                  |
| 2019 | А или Б                  |                  |                        |
| 2020 | Время охоты              | Ки Хун           |                        |
| 2021 | Прошлые жизни            |                  |                        |
| 2021 | Страна чудес             |                  |                        |
| 2021 | Родословная полицейского |                  |                        |

### Дорамы
| Год  | Название                            | Примечание            |
| ---- | ----------------------------------- | --------------------- |
| 2011 | Дуэт                                |                       |
| 2011 | Живи в стиле                        |                       |
| 2011 | Дерево с глубокими корнями          |                       |
| 2011 | Специальная команда «Десять»        | Пак Мин Хо            |
| 2012 | Принц с чердака                     | До Чи-сан             |
| 2012 | Несносная семейка                   |                       |
| 2012 | Путешествие во времени доктора Чина |                       |
| 2012 | Виновный среди друзей (Special)     |                       |
| 2013 | Специальная команда Десять 2        |                       |
| 2013 | Кто ты?                             | Камео. 10, 12 эпизоды |
| 2013 | Спаси Ван Чо Хён (Special)          |                       |
| 2014 | Вы окружены                         |                       |
| 2014 | Обречён любить тебя                 |                       |
| 2014 | Гордость и предубеждение            |                       |
| 2014 | Доктор Фрост                        | Камео. 8 эпизод       |
| 2015 | Любовь Хо Гу                        |                       |
| 2015 | Рыцарь мечты                        |                       |
| 2015 | Мои фантастические похороны         |                       |
| 2017 | Мой третьесортный путь              | Камео. 1—7 эпизоды    |
| 2017 | Турпакет                            |                       |
| 2017 | Мальчик по соседству                |                       |
| 2021 | Наше любимое лето                   | Чхве Ун               |
| 2024 | Парадокс убийцы                     | Ли Тан                |
| 2025 | Мелодрама                           | Ко Гём                |

### Развлекательные шоу
| Год       | Название                                    | Канал | Примечание     |
| --------- | ------------------------------------------- | ----- | -------------- |
| 2014      | Real Mate in Australia, Rooftop Prince Trio | QTV   | Участник каста |
| 2013—2014 | Beating Hearts                              | SBS   | Участник каста |
| 2015      | Law of the Jungle в Никарагуа               | SBS   | Участник каста |
| 2020      | Summer Vacation                             | tvN   | Участник каста |
| 2023      | Jinny’s Kitchen 서진이네                    | tvN   | Участник каста |

### Появление в клипах
| Год  | Название песни       | Артист   |
| ---- | -------------------- | -------- |
| 2014 | «My Old Story»       | IU       |
| 2014 | «Congratulations»    | DAY6     |
| 2017 | «That Moment»        | Им Сылон |
| 2017 | «You Were Beautiful» | DAY6     |
| 2021 | Gyopo Hair           | Peakboy  |

## Дискография
| Год  | Название песни              | Примечание                             |
| ---- | --------------------------- | -------------------------------------- |
| 2017 | «Some Guys» (с Чан Ки Ёном) | OST веб-сериала «Мальчик по соседству» |
| 2019 | «Soju One Glass»            | OST «Паразитов»                        |

## Награды и номинации
| Год  | Церемония                                      | Категория                              | Номинируемая работа | Результат | Ссылки |
| ---- | ---------------------------------------------- | -------------------------------------- | ------------------- | --------- | ------ |
| 2014 | 19-й Международный кинофестиваль в Пусане      | Актер года                             | Освободи меня       | Победа    | [ 11 ] |
| 2015 | 10-й Max Movie Awards                          | Лучший новый актёр                     | Освободи меня       | Номинация |        |
| 2015 | 16-й Busan Film Critics Awards                 | Лучший новый актёр                     | Освободи меня       | Победа    | [ 12 ] |
| 2015 | 2-й Wildflower Film Awards                     | Лучший новый актёр                     | Освободи меня       | Победа    | [ 13 ] |
| 2015 | 24-й Buil Film Awards                          | Лучший новый актёр                     | Освободи меня       | Номинация |        |
| 2015 | 35-й Korean Association of Film Critics Awards | Лучший новый актёр                     | Освободи меня       | Победа    | [ 14 ] |
| 2015 | 36-й Blue Dragon Film Awards                   | Лучший новый актёр                     | Освободи меня       | Победа    |        |
| 2015 | The Korea Film Actors' Association Awards      | Популярный актёр                       | Освободи меня       | Победа    | [ 15 ] |
| 2016 | 11-й Max Movie Awards                          | Восходящая звезда                      | н/д                 | Победа    | [ 16 ] |
| 2017 | 22-й Chunsa Film Art Awards                    | Специальная награда за популярность    | н/д                 | Победа    | [ 17 ] |
| 2019 | 24-й Chunsa Film Art Awards                    | Лучший актёр                           | Паразиты            | Номинация | [ 18 ] |
| 2019 | 28-й Buil Film Awards                          | Лучший актёр                           | Паразиты            | Номинация | [ 19 ] |
| 2019 | 19-й Director’s Cut Awards                     | Лучший актёр                           | Паразиты            | Номинация |        |
| 2019 | 18-й Korea First Brand Awards                  | Лучший актёр (фильм)                   | н/д                 | Победа    | [ 20 ] |
| 2020 | 25-й Critics' Choice Awards                    | Лучший актёрский состав                | Паразиты            | Номинация | [ 21 ] |
| 2020 | 26-я Премия Гильдии киноактёров США            | Лучший актёрский состав в игровом кино | Паразиты            | Победа    | [ 22 ] |
| 2020 | 14-я Азиатская кинопремия                      | Лучшая второстепенная роль             | Паразиты            | Номинация |        |
| 2020 | Asia Artist Awards                             | Награда за популярность (Актёр)        | н/д                 | Номинация |        |